# Секст Лузиан Прокул
Секст Лузиа́н Проку́л (лат. Sextus Lusianus Proculus; умер после 98 года) — римский политический деятель эпохи ранней Империи, консул-суффект 93 года.

## Биография
По всей видимости, Прокул имел италийское происхождение. В 93 году он занимал должность консула-суффекта. Вскоре после этого Прокул был назначен легатом-пропретором провинции Верхняя Германия. Он ещё находился на этом посту в 98 году, когда императора Нерву сменил Траян.
Рассказывая о подавлении восстания наместника Верхней Германии Луция Антония Сатурнина в 89 году, историк Дион Кассий приводит следующий эпизод:
«Престарелый сенатор Лузиан Прокул, живший по большей части в деревне, выехал из Рима в свите Домициана, чтобы не подумали, будто он покинул императора в минуту опасности, и не лишиться из-за этого жизни, но когда пришло известие [о победе над Антонием], он сказал: „Ты победил, император, о чём я всегда молился. Поэтому отпусти меня назад в мою деревню!“ Он расстался с ним и вернулся в своё поместье, а впоследствии он, хотя и прожил ещё долгое время, больше к нему не приходил».
По всей видимости, вышеупомянутого Лузиана Прокула можно идентифицировать с Секстом Лузианом Прокулом.